# Klosterstyre
Klosterstyre var en proces, enkelte japanske kejsere gennemgik. Formelt trak de sig tilbage til et kloster og overlod magten til en efterfølger, men de fortsatte med at udøve magt og indflydelse bag kulisserne.